# Дэнни-призрак
Дэнни-призрак (англ. Danny Phantom) — американско-канадский анимационный телевизионный сериал, созданный студией Billionfold Studios для телеканала Nickelodeon в 2004 году.
Шоу было создано Бутчем Хартманом — создателем мультсериала «Волшебные покровители».
Мультсериал повествует о жизни 14 летнего мальчика по имени Дэнни Фентон, случайно ставшего полупризраком-получеловеком, сражающимся со злыми духами, появляющимися из «Призрачной Зоны».

## Идея мультсериала
Изначально мультсериал планировалось назвать «Danny Phantom and the Spector Detectors» (рус. Дэнни-призрак и Спектральный Детектор) и посвятить его рассказу о команде подростков, сражающихся с призраками. Но позднее было принято решение изменить тему мультсериала на ту, что и была позднее выпущена в свет, так как идея подростка-призрака показалась создателям интереснее.
В прорисовку графики внёс свой вклад профессионал Стивен Сильвер (Stephen Silver), в целом графику можно охарактеризовать как выше среднего уровня для такого рода мультсериалов. Большинство сценариев написано Стивом Мармелом (Steve Marmel) и Марком Бэнкером (Mark Banker). Музыкальное сопровождение для мультсериала написал Гай Мун (Guy Moon).

## Список эпизодов
| Сезон | Серии | Серии | Даты показа    | Даты показа     |
| Сезон | Серии | Серии | Первая серия   | Последняя серия |
| ----- | ----- | ----- | -------------- | --------------- |
| 1     | 20    | 20    | 3 апреля 2004  | 17 июня 2005    |
| 2     | 20    | 20    | 24 июня 2005   | 9 июня 2006     |
| 3     | 13    | 13    | 9 октября 2006 | 24 августа 2007 |

## Персонажи

### Главные персонажи
- Дэниел «Дэнни» Фентон/Дэнни-призрак (англ. Daniel "Danny" Fenton/Danny Phantom) — главный герой мультсериала. Обыкновенный 14-летний подросток, который ходит в школу, где не особо преуспевает в учёбе и при этом служит объектом нападок школьных хулиганов, поскольку не одарён особо мощным телосложением. Но это всё — только для тех, кто не знает тайны Дэнни — после случая с изобретением его родителей, он ведёт вторую жизнь, где выступает в роли Дэнни-призрака — защитника людей от злых призраков. Родители Дэнни — весьма страстные исследователи всего, что связано с призраками (несмотря на то, что они даже не были уверены в их существовании до определённого момента). Им удалось создать портал, который открыл проход в мир духов — «Призрачную Зону». Открытие этого портала привело к тому, что Дэнни, из любопытства заглянув в него и случайно включив при этом, получил призрачную силу. Теперь он может переходить из одного состояния в другое, быть то человеком, то духом. Становясь призраком, Дэнни получает способности:

1. Эктолучи (выпускает их из своих ладоней).
2. Призрачное дыхание (позволяет обнаружить призраков поблизости).
3. Энергетические щиты.
4. Невидимость.
5. Неосязаемость.
6. Левитация (полёт).
7. Одержимость (вселение в людей и управление ими изнутри).
8. Призрачный Вой (появилась во 2-м сезоне, мощная, но очень затратная форма энергии).
9. Создание клонов (в 3 сезоне мультсериала научился создавать не более 4).
10. Заморозка (появилась в 3-м сезоне в 6 серии).
11. Погодные силы (только в 4-й серии 3-го сезона, в этой же серии их и утратил).

О своей призрачной половине Дэнни рассказал только двум лучшим друзьям — Сэм и Такеру. Впоследствии о его секрете узнаёт и сестра Джесс. Интересно, что Дэнни носит почти такую же одежду, как Энди Ларкин из сериала «Что с Энди?», только у него нет карманов на коленях и имеется красный овал на груди футболки. Другие персонажи не раз называют Дэнни панком, но на представителя субкультуры он похож только внешне: причёска, кеды, простая «уличная» одежда. Во 2-м сезоне Сэм прикрепила символ в виде буквы D к призрачному костюму. Имел любовный интерес к Полине в 1 сезоне, а также к Валери во 2 сезоне, но в итоге сошёлся со своей подругой Сэм.
- Саманта «Сэм» Мэнсон (англ. Samantha "Sam" Manson) — одна из лучших друзей, подруга, является девушкой и возлюбленной Дэнни. 14-летняя девушка с короткими чёрными волосами и хвостиком на затылке, завязанный зелёной резинкой, фиолетовыми глазами и достаточно густыми бровями. Утверждает, что их отношения носят исключительно дружеский характер (что подтверждает и сам Дэнни), хотя у окружающих возникают сомнения по этому поводу, которые подкрепляются некоторыми эпизодами в мультфильме. И в 3 сезоне 12-13 серии на 37 мин финальная серия «Призрачная планета» («Phantom Planet»). Сэм целуется с Дэнни, а затем в конце сериала проводит с ним время наедине, что вполне означает что они любят друг друга. Сэм позиционирует себя как гота. Соответственно этому образу она всегда одевается во всё чёрное, посещает вечера готической поэзии и испытывает откровенную неприязнь ко всему популярному. Её наряд включает в себя чёрный  топ без рукавов с фиолетовым овалом на груди, чёрную клетчатую юбку с зелёным дизайном, фиолетовые колготки и чёрные боевые сапоги. Кроме того, Сэм — ярая защитница животных, любит природу и является ультравторичной вегетарианкой. Имеет очень богатых родителей, но предпочитает держать это в секрете. Даже её лучшие друзья Дэнни и Такер узнали об этом далеко не сразу после знакомства с Сэм. К тому же, в 10-й серии 2-го сезона выясняется, что ко всему прочему девушка не празднует Рождество, так как она — еврейка.
- Такер Фоули (англ. Tucker Foley)  — один из лучших друзей и лучший друг Дэнни. Афроамериканец. Очень сильно увлекается электронными технологиями, из-за чего получил прозвище «Техноманьяк». Как и Дэнни, не обладает крепким телосложением и большой физической силой, а потому Такеру также регулярно достаётся от школьных хулиганов. Иногда у него проявляется комплекс неполноценности, который вызван отсутствием внимания со стороны противоположного пола и тем, что мало кто прислушивается к его словам. Боится всего, что связано с больницей. Обожает есть, но обязательно что-нибудь мясное и сытное.
- Джек Фентон (англ. Jack Fenton) —  отец Дэнни и Джесс. Гениальный учёный, посвятивший практически всю свою жизнь исследованиям призраков и их природы. Создал немало уникальных устройств, способных помочь в борьбе с призраками или в понимании их сути. Считает себя весьма успешным охотником на призраков, однако как правило дальше изобретений его не хватает — тут за дело берётся Мэдди. Будучи полностью поглощённым своими исследованиями, Джек частенько бывает невнимателен ко всему остальному, неуклюж и забывчив, допускает ошибки в простейших ситуациях, да и изобретения зачастую работают непредсказуемо. Доверчивый, простодушный, наивный; одним словом — простофиля. Умный в науке, глуповат по жизни. Зато очень любит свою семью.
- Мэддисон «Мэдди» Фентон (англ. Madeline "Maddie" Fenton) — мать Дэнни и Джесс. Как и муж, посвятила всю себя научной работе, связанной с призраками, но в отличие от Джека Фентона, увлечённость работой не мешает Мэдди вести хозяйство, следить за всем, что происходит вокруг и решать проблемы, которые не связаны с призраками. Значительно успешнее своего мужа в охоте на призраков, но почти всегда старается не указывать ему на это, поскольку сильно любит Джека и не хочет делать ему неприятно. В своих детях души не чает. Владеет чёрным поясом по каратэ.
- Джезмин «Джесс» Фентон (англ. Jasmine "Jazz" Fenton) — старшая сестра Дэнни. Ей 16 лет. Очень старательная, усердная и практичная девушка, отличница. Имеет весьма высокое мнение о себе и считает себя совершенно взрослой. Уверенность в собственных знаниях и силах подчас мешает ей, не давая заметить собственные ошибки или понять, что её действия отрицательно оцениваются другими людьми. Весьма скептически относится к тому, чем занимаются её родители, и к их жизненной позиции. Узнала секрет брата в 9 серии 1 сезона «Хранитель моего брата» («My Brother's Keeper»). До того, как Джесс узнала, что Дэнни является мальчиком-призраком, она была достаточно низкого мнения о его способностях и перспективах. Узнав секрет брата, Джесс изменила своё отношение, но продолжает стремиться опекать Дэнни, считая, что лучше него представляет, как для брата будет лучше.

### Антагонисты
- Влад Мастерс / Влад Плазмиус (англ. Vlad Masters / Vlad Plasmius) — Главный антагонист мультсериала и бывший друга Джека Фентона. Влад жил в Висконсине, в ходе сериала переезжает в Парк Дружбы и Влад становится мэром. Учился вместе с родителями Дэнни в висконсинском университете, тогда же принял участие в их совместном эксперименте по созданию тестовой версии портала в мир духов. Во время эксперимента Влад оказался под воздействием потока энергии, в результате чего получил призрачную силу и заболел тяжёлой болезнью эктоугрей (как позже выясняется потому что Джек по невнимательности залил в фильтр газировку). После этого много лет провёл в больнице, а выйдя из неё использовал силу призрака для осуществления ограблений и благодаря этому собрал огромное состояние. С молодости влюблён в Мэдди и всеми силами стремится отобрать её у Джека, которого ненавидит и считает полным идиотом. Высокомерен и склонен к самолюбованию. В целом является сильным противником с большим опытом, однако после нескольких первых встреч в большинстве эпизодов выступает как не очень опасный противник, склонный много болтать. Дальнейшая судьба Влада неизвестна.
- Фрикшоу (англ. Freakshow) — хозяин цирка, злой готичный клоун. К призракам он не относится, но сильно им завидует. Сначала с помощью сферы, которая передавалась в его семье от поколения к поколению, гипнотизировал призраков, позже был побеждён.
- Париа Дарк (англ. Paria Dark) — король Призрачной Зоны. Самый сильный и жестокий призрак. Был освобождён благодаря стараниям Влада Плазмиуса по поиску Кольца Власти, но с большими усилиями Дэнни вновь запечатал его.
- Дэн-призрак из будущего (Дарк Дэнни, англ. Dark Danny) — взрослое и злое воплощение Дэнни, предположительный возраст 24 года. Он появился в результате отделения Дэнни от его призрака, когда затем призрачные половины Влада и Дэнни слились. Невероятно силён: способен раздваиваться, создавать волны эктоплазменной энергии (Призрачный Вой), испускать из своих ладоней лучи огромной мощи, создавать энергетические клетки и испускать из ладоней эктоплазменный клей.

### Второстепенные персонажи «Одноклассники»
- Валери Грэй (англ. Valerie Gray) — одноклассница Дэнни и один из врагов Дэнни-призрака. Входила в компанию «крутых» ребят в школе, пока её отец не потерял работу из-за призрачного пса Куджо, разорившего все его труды. После этого Валери возненавидела призраков, а вскоре получила анонимную посылку (от Влада), в которой находилось антипризрачное оружие, специальный костюм для охоты на призраков и сёрф, который можно использовать для полётов. Посылка была как раз к месту, и Валери превратилась в охотницу на призраков. Она старалась держать это в секрете, но впоследствии Дэнни, Сэм, Такер и отец Валери узнают о её 2-й жизни. Прежде всего Валери хотела уничтожить Дэнни-призрака, потому что считала его виновником своих бед. В то же время очень интересно развивались её отношения с Дэнни Фентоном — от взаимной антипатии они пришли к глубокой симпатии. Что приводит к ревности Сэм, так как она также питает к нему чувства.
- Полина Санчез (англ. Paulina Sanchez)  — одноклассница Дэнни. Очень красивая и эффектная девушка, но в то же время стервозная пустышка. В школе пользуется огромной популярностью как у парней, так и у девушек, желающих держаться поближе к Полине, дабы греться в лучах этой популярности. Самоуверенная и самовлюблённая, презирает всех, кто не относится к кругу популярных людей. Влюблена в Дэнни-призрака, и пренебрежительно относится к Дэнни Фентону, не догадываясь, что они — одно лицо. В оригинальной озвучке Полина говорит с акцентом, характерным для испаноязычных жителей США.
- Дэш Бакстер (англ. Dash Baxter) — одноклассник Дэнни. Типичный школьный хулиган, недалёкий и решающий любые вопросы при помощи силы, но пользующийся благодаря этому большим авторитетом. Звезда футбола. Одним из главных развлечений для Дэша являются издевательства над теми, кто слабее его. Обожает Дэнни-призрака. Его аналогом является Флеш Томпсон из мультсериалов про Человека-Паука.
- Кван (англ. Kwan) — одноклассник Дэнни. Китаец. Друг Дэша Бакстера, постоянно находящийся в его компании. Ещё более недалёкий и невежественный, но менее склонный к хулиганству по причине более мягкого характера, а потому не имеющий такого мощного авторитета, как Дэш.
- Стар (англ. Star) — одноклассница Дэнни. Почти постоянно находится в компании обладающей большой популярностью Полины, стремясь таким образом поднять свой авторитет и входить в число «крутых». Близкая подруга Валери Грей. Являлась объектом симпатии Такера.

### Второстепенные персонажи «Призрачная Зона»
- Дэниэль Фентон —  появляется 2 сезон 17 серий «Родственные души» («Kindred Spirits»), один из наиболее удачных клонов, созданных Владом. Сначала была полностью на его стороне, но после приняла сторону Дэнни и в конце серии улетела путешествовать. Живёт — в Парке Дружбы. В предпоследней серии 3-го сезона серии «Дестабилизированная» («D-Stabilized») Дэнни стабилизирует её.
- Ланч Леди — призрак школьной кухарки. Управляет столовыми приборами, кухонной техникой и мясом. Из мяса может создавать для себя мощное тело. Первый призрак, с которым сражался Дэнни.
- Ящичный призрак, или Ящик — управляет ящиками и ничего больше. Пугливый и назойливый, но особой опасности не представляет.
- Боксланч — будущая дочь Ланч Леди и Ящичного призрака. Появляется только в серии «Абсолютный враг» («The Ultimate Enemy»). Управляет, как видно из её происхождения, ящиками с едой.
- Климпер — призрак холода. Одет в пижаму. Глуповат, хочет со всеми дружить, при этом стискивая в объятьях до посинения, а в ответе ему отказывают. Не опасен.
- Николай Технус — «Hi-Tech»-призрак. Может управлять техникой, вселяться в неё и создавать из неё механический экзоскелет.
- Скалкер — маленький дух, сидящий в механическом экзоскелете. Является охотником-любителем и наёмником одновременно; когда речь идёт о любителе — то он жуткий болтун, но когда его нанимают… Любит ловить призраков, выпускать их на свой остров и охотится там на них. Его главной целью является Дэнни-призрак, но, в силу возраста и жизненного опыта последнего, постоянно называет его «щенком». Судя по нескольким эпизодам, парень Эмбер но в остальном сериале их отношения не показаны, скорее всего они расстались.
- Скалктех 9.9 — Гибрид Скалкера и Технуса из будущего.
- Эмбер МакЛейн — призрак-музыкант в виде девушки с волосами из голубого пламени. Её силу подпитывает народная любовь её фанатов. С помощью гитары зомбирует людей.
- Сидни Поиндекстар — жил полвека назад, был жертвой всех унижений (в особенности в школе). Его так часто запихивали в его шкафчик (шкафчик № 724), что его дух обитает там. Ненавидит хулиганов.
- Дезире — своего рода призрак-джинн. Она была наложницей, которой обещали, что она когда-нибудь станет госпожой, но её прогнала ревнивая жена султана, а потом она умерла с разбитым сердцем. После её дух начал исполнять любые желания людей, которые оборачиваются против них, а иногда и самой Дезире.
- Янг Блад (англ. Young Blood) — призрак вредного 5-летнего ребёнка. Чересчур наглый и очень ловкий. Его могут увидеть только дети и другие призраки, как видно из его имени. Имеет маленького скелетоподобного духа-питомца, принимающего формы скелетов животных (например, попугай или конь).
- Уолкер — главарь призрачной полиции и начальник Призрачной тюрьмы, наглый, упёртый на своём и всегда пытающийся достичь своей цели. Недолюбливает Дэнни за то он устроил в его тюрьме бунт и массовый побег духов, а ещё сам так и не отсидел назначенный Уолкером тюремный срок — 1000 лет общего режима. Зациклен на уголовном кодексе, но чтобы поймать Дэнни может пойти в обход собственных правил.
- Стингер (англ. Bullet) — дух-ассистент Уолкера, выполняющий роль его полевого офицера в мире людей.
- Вульф — призрак, внешне похожий на антропоморфного волка. В основном говорит на эсперанто — его понимает лишь Такер, который знает этот язык; на английском же знает лишь пару-тройку слов. Обладает способностью своими когтями разрывать Ткань Реальности, чтобы проникать в другие миры, и вытягивать из людей духов. Сначала был врагом Дэнни-призрака (из-за электроошейника), потом подружились.
- Пенелопа Спектра — женщина-дух в виде чёрного силуэта с глазами и челюстью. Использует искусственное тело, чтобы слиться с толпой людей, подпитывается комплексами и душевными страданиями людей. До встречи с Дэнни была школьным психологом в его школе.
- Бертран — подручный Спектры, имеющий внешний вид низкорослого и добродушного на первый взгляд мужичонки. Умеет менять обличья, из которых больше всего любит личину сумасшедшего хирурга.
- Джонни 13 — байкер-призрак. Имеет живую тень, в которой заключена вся его сила. Эта тень может летать и драться, однако очень боится света. Парень Китти.
- Китти — ревнивая девушка Джонни 13. Как почти любой дух, имеет свою способность. При помощи воздушного поцелуя может телепортировать людей или духов между Призрачной Зоной и миром людей.
- Клоквэк — призрак-хранитель времени, друг Дэнни. Управляет временем, может перемещаться в нём и останавливать его. Выглядит как дух в плаще с капюшоном, постоянно меняющий свой облик (по цепи превращается то в ребёнка, то во взрослого, то в старика). Сотрудничает с призраками-наблюдателями, однако не одобряет их решения.
- Аморфо — безликий призрак в чёрном плаще и шляпе, с красными светящимися точками вместо глаз. Обладает способностью превращаться в точную копию любого живого существа, только с красными глазами. Хочет быть прославленным, как Дэнни-призрак.
- Дора — принцесса средневекового королевства в Призрачной Зоне. Благодаря ожерелью может превращаться в голубого дракона. В двух эпизодах представлена как капризная девушка, которая «хочет танцевать», но в одном эпизоде — как могущественная принцесса. Сестра принца Эрагона. В какой-то мере подруга Сэм.
- Эрагон — принц Призрачной Зоны, брат Доры. Очень жесток, ни во что не ставит ни сестру, ни остальных. В одной серии надумал жениться на Сэм, поскольку она по ошибке выиграла конкурс красоты, который проводился в «Casper High». Может превращаться в Чёрного дракона за счёт ожерелья наподобие амулета как у Доры. Побеждён Дорой, дальнейшая судьба неизвестна.
- Фростбайт — призрак, похожий на белого йети с ледяными рогами и протезом из льда вместо руки. Он и деревня ему подобных обладают силой заморозки. Друг Дэнни.
- Вортекс — призрак погоды. Считает Землю бессмысленной планетой, и принёс хаос на ней на протяжении веков. Его недостатком прямой солнечный свет, который заставляет его уменьшаться и терять силу.
- Сорняк — растение-призрак. Обладает телепатической связью с растениями, может ими управлять. Имеет свойство быстро регенерироваться после повреждений, что делает его практически непобедимым. Боится холода.
- Ноктюрн — призрак сновидений. Усыпляет людей и питается их снами. Когда его сила велика, он растёт в размере и может призывать на помощь Лунатиков — безликих призраков, подпитывающихся силой напрямую от хозяина. Очень опасен.

## Оружие и изобретения Фентонов
- Фентон-термос — надёжно засасывает внутрь призраков, после чего их можно выпустить в призрачную зону.
- Удочка для призраков — приспособление, главной ценностью которого является леска, которую призраки не могут порвать.
- Фентон-базука
- Эктолазер
- Мини-портал — портал, который перенесёт в призрачную зону, или превратит человека в призрака.
- Фентон-свёртыш — приспособление которое уменьшает размер призрака и его силу. Появился в серии «Микро-разборы» («Micro Management»).
- Пылесос для призраков — похож на Фентон-термос, но выглядит, как пылесос. Засасывает внутрь себя призраков.
- Призракоулавливатель — использует сигналы со спутника, чтобы обнаружить призрака. В первой серии превосходно работает, реагируя на присутствие Дэнни, однако Джек и Мэдди не придают этому особого значения, упорно считая, что призраком является их дочь Джесс.
- Фентон-щит — не пропускает через своё силовое поле призраков.
- Фентон-мобиль — вездеход, оборудованный как танк, и имеющий кучу приспособлений и оружия для борьбы с призраками.
- Фентон-духоизгонялка — появляется лишь в одной серии — «Дестабилизированная» («D-stabilized»). По задумке Джека, должна ослабить призрака и в итоге заставить его исчезнуть, однако на деле производит прямо противоположный эффект — призраки, подвергшиеся воздействию этого изобретения увеличиваются в размерах и свирепеют. В конце серии помогла Дэнни стабилизировать Дэни.
- Фентон-экстрактор — по задумке должен безболезненно извлекать призрака из тела человека, в которого он вселился. Насколько можно судить по сериалу, своей функции не выполняет и исправно делает только одно — затягивает в себя волосы окружающих. Присутствует в первой серии.
- Фентон-бумеранг — настроен на поиск любого из членов семьи Фентонов. В серии «Абсолютный враг» («The Ultimate Enemy») отказывается реагировать на призыв Дарка. В том же эпизоде десять лет блуждает по Призрачной Зоне, чтобы передать застрявшему там Дэнни записку от Джесс. В эпизоде «Родственные души» («Kindred Spirits») помогает Сэм и Такеру найти Дэнни, похищенного Владом и Дэниэль.
- Дефлектор призраков — пояс, который, при контакте с призраком, пускает через его тело мощный заряд, ослабляющий его и, при слишком долгом контакте, возможно, даже убивающим. Действует на полу-призраков, в каком бы обличье они ни были.
- Наручные бластеры — маленькие, прикреплённые к браслетам бластеры, стреляющие экто-лучами.
- Мамина губная помада — это зелёная помада и стреляет экто-лучами. Появляется в серии «Доктор Смерть» («Doctor’s Disorders»).
- Фентон-плетка девятихвостка — термос из которого выстреливает пучок из 9 плетей с клешнями. Позволяет ловить и сдерживать призрака.
- Ловец призраков — устройство для поимки призрачной энергии, устроенное по принципу огромного ловца снов. Позволяет отделять призрака от людей и объектов, в которые он вселился. Применялся для отделения Дэнни от его призрачной половины.

## Местность

### Город «Парк Дружбы» («Amity Park» или «Эмити Парка»)
Дэнни и его друзья живут в небольшом, и казалось бы, тихом городке под названием «Парк Дружбы (Amity Park)», который, однако, часто посещают призраки. На множестве рекламных щитов написано: «Welcome to Amity Park. Nice place to live», «Amity Park home of Danny Phantom», «Amity Park. Life is good», с целью завлечь в него побольше туристов. Наиболее часто появляющимися в шоу местами являются школа «Casper High», фастфуд-кафе «Тошниловка (Nasty Burger)», «Торговый центр Эмити Парка (Amity Park Mall)» и «Мастерская Фентонов (Fenton Works)» который, Дэнни живут дом свое семье Фентон.
Школа «Casper High»
Школа «Casper High» — место, где учатся Дэнни, его сестра, друзья и некоторые человеческие враги. Школа хорошо оборудована — в ней есть тренажёрный зал, бассейн, стадион. В «Casper High» работают множество учителей, например: Мистер Лэнсер — директор, преподаватель английского языка и астрономии; Миссис Тетцлаф — учитель физкультуры; Мистер Филука — учитель математики и т. д. Школу часто посещают призраки, и поэтому, именно она часто становится полем битвы между добром и злом. Casper High появляется почти в каждом эпизоде.
Тошниловка (Nasty Burger)
Любимая закусочная Дэнни и его врагов. Кафе даже становится одним из ключевых элементов эпизода «Абсолютный враг (The Ultimate Enemy)», когда в нём происходит взрыв, позднее отменённый посредством путешествия во времени. Однако, кафе было уничтожено по приказу Влада Мастерса, превращено в «МакМастерс» (пародия на МакДональдс) с запрещённым тинейджерам входом и ещё позднее — восстановлено им же.
Торговый центр «Парка дружбы» (Amity Park Mall)
Торговый центр Эмити Парка, содержащий множество отделов, магазинчиков, кафе, в которых часто проводят свободное время жители городка.
Мастерская Фентонов (Fenton Works) или Дом для семьи Фентон
Мастерская Фентонов (именно так гласит вывеска) является уникальным зданием, размещающем в себе жилые помещения, генератор антипризрачного щита, мастерскую (в подвале) и лабораторию (на крыше). Мастерская появляется в каждом эпизоде, и служит домом для семьи Фентон. Комнаты всех членов семьи расположены на втором этаже, лаборатория и генератор щита — на крыше, а мастерская и портал в Призрачную Зону — в подвале. На крыше располагается Операционный Центр (вход — через холодильник), который при надобности становится мобильным, превращаясь в дирижабль. Также, в нескольких эпизодах, дирижабль путём нажатия кнопки, располагающейся в холодильнике, превращался в быстрый корабль с реактивными двигателями.
Дворец Влада Мастерса
В огромном дворце в Висконсине проживает Влад Мастерс. Точно описать дворец затруднительно — он несколько раз перестраивался заново, однако во всех вариантах стены замка белые, крыши — жёлтые, а во внутреннем убранстве преобладает зелёное с позолотой — цвета бейсбольной команды «Пакерс». Во дворце точно есть секретная лаборатория, оснащённая призрачным порталом.

### Призрачная Зона
«Призрачная Зона (The Ghost Zone)» — место, где живут все призраки (в перерывах между набегами на мир людей). Эта зона — ужасное место, состоящее из пространства, предположительно заполненного воздухом, и небольших плавающих на разных уровнях островков, на каждом из которых находятся различные сооружения и объекты, на некоторых из которых живут призраки, остальные же заброшены. По всей Призрачной Зоне в воздухе плавают разнокалиберные двери, иногда являющиеся проходами между миром призраков и нашим, а иногда ведущие в логово какого-либо призрака. Перемещение между Парком Мира и Призрачной Зоной происходит посредством порталов, один из которых находится у семьи Фентон, другой был у Влада Мастерса, а остальные порталы либо существуют, как природные (появляются внезапно и через определённое время закрываются навсегда), либо открываются некоторыми, особо умелыми призраками. К тому же люди в призрачной зоне, как призраки в нашем мире, могут проходить сквозь стены, призрак не может их поймать. Также существует карта Призрачной Зоны, которая показывает местонахождение порталов, пройдя через которые, человек может оказаться в нужном месте в нужное время, сам того не ожидая, а также может привести человека к его судьбе, но иногда приводит «туда, куда человеку нужно» — как выразился Фростбайт.
Остров Скалкера
Остров Скалкера — тропико-подобный остров c пещерой в виде черепа, переоборудованный Скалкером в отличные охотничьи угодья, напичканные ловушками. Обычно Скалкер ловит свою добычу, выпускает её на остров, и начинает охотиться на неё, как это показано в эпизоде «Уроки жизни» («Life Lessons»).
Остров Пария Дарка
Остров Пария Дарка держит на себе огромный мрачный замок Великого Короля Призрачной Зоны. Это — одно из самых мрачных мест Призрачной Зоны, служащее полем одной из решающих битв эпизода «Жажда власти» («Reign Storm»), и всего мультсериала.
Плотоядный каньон
Огромный каньон, находящийся в куске скалы, «плавающей» где-то в Призрачной Зоне. Само название уже говорит о том, что каньон является живым, и в качестве пищи ему служат случайно залетевшие в него существа. По сути, весь каньон — это один огромный рот.
Остров Фростбайта
Остров, населённый Йетиподобными разумными существами, отлично разбирающимися в медицине и технике, прославляющих Дэнни Призрака, и называющих себя «Глубоко Замороженные». Эта раса является очень древней, и хранит много секретов, в том числе и Карту Призрачной Зоны. Дэнни они славят за спасение Призрачной Зоны от Пария Дарка.
Остров Ящичного призрака
Остров, на котором находится склад коробок, принадлежащий Ящичному призраку. Помещение очень большое, и именно поэтому Ящичный призрак выбрал его в качестве своего дома.
Акрополис
Огромный остров плавающий в призрачной зоне. Там находится Лабиринт, и Покои Пандоры. Так же там много различных залов и площадок. В Акрополисе обитает Пандора, а также Медуза — Горгона, кентавр и циклопы. В Акрополисе хранится Ящик Пандоры.